# 615 TCN
615 TCN là một năm trong lịch La Mã.